# Добровольский, Леонид Михайлович
Леонид Михайлович Добровольский (род. 29 октября [10 ноября] 1868 — 25 июня 1932) — советский актёр театра и кино, режиссёр. Наиболее известен как артист Александринского театра.

## Биография
Родился 29 октября, по другим данным 10 ноября 1868 года.
В 1892 году окончил Драматические курсы петербургского императорского Театрального училища. Обучался в классе В. Н. Давыдова. Неоднократно играл выпускные спектакли на сцене Михайловского театра.
С 1896 года стал служить Александринскому театру, играл в нём как первые, так и вторые роли. Покинул театр в 1898 году. По мимо Александринского театра служил в «Театре Незлобина», в «Театре Корша», в «Театре ЛХО».
По мимо театра снимался в кинематографии. На счету Добровольского около 10 работ.
В последние годы жизни руководил театральным делом на Балтийском флоте, продолжал играть театральные роли, ставил спектакли, являлся режиссёром.
Ушёл из жизни 25 июня 1932 года.

## Творчество

### Фильмография
- 1919 — Борцы за светлое царство III Интернационала — участие
- 1924 — Дворец и крепость — Александр II
- 1925 — Степан Халтурин — Александр II
- 1928 — Глаза, которые видели/наивный портной — фельдфебель
- 1928 — Джентльмен и петух — граф Вадецкий (главная роль)
- 1928 — Сын рыбака — профессор Вольф
- 1928 — Четыреста миллионов — лорд Чеппинг
- 1929 — Адрес Ленина — участие
- 1930 — Кавказский пленник — граф Бенкендорф
- 1930 — Подземное солнце — инженер

### Александринский театр[2]
- «Ревизор», 1881 (Иван Александрович Хлестаков, чиновник из Петербурга (с 22.12.1896 — 2 раза))
- «Горе от ума», 1890 (Массовые сцены)
- «Выгодное предприятие», 1890 (Борис Николаевич Скворцов, учитель (1 — 1896/1897))
- «Завоеванное счастье», 1892 (Гость)
- «Угасшая искра», 1894 (Луиджи Бембо, молодой нобиль (1 — 1896/1897))
- «Хоть тресни, а женись!», 1894 (Алкид, сын Алькантора (9 — 1896/1897, 1 — 1897/1898))
- «Дочь короля Рене», 1895 (Роберт, герцог Бургундский (1 — 1896/1897))
- «Говорун», 1896 (Модестов)
- «Воздушные замки», 1896 (Альнаскаров, отставной мичман)
- «Димитрий Самозванец», 1896 (Польский гусар)
- «Димитрий Самозванец», 1896 (Ротмистр Борша)
- «Димитрий Самозванец», 1896 (Шереметев, боярин)
- «По взаимному соглашению», 1896 (Анатолий Михайлович Кравцов)
- «Да, дел Твоих в потомстве звуки, как в небе звезды, возблестят!». Живая картина в память императрицы Екатерины II, 1896 (Участник живой картины)
- «Идеальная жена», 1896 (Густав Велати, адвокат, приятель Компиани)
- «Великий банкир», 1897 (Маркиз де Сен-Каст (22 октября 1792 г.))
- «Гернани» («Эрнани»), 1897 (Герцог Готский, немецкий вельможа)
- «Венецианский купец» (Шейлок), 1897 (Соланио, друг Антонио и Бассанио)
- «Венецианский купец» (Шейлок), 1897 (Бассанио, друг Антонио)
- «Облачко», 1897 (Владимир Николаевич Ашмарин)
- «Севильский цирюльник», 1897 (Граф Альмавива, испанский гранд (сезон 1897/1898))
- «Марианна Ведель», 1898 (Граф Нехайецкий)